# Bioconductor
Bioconductor ist eine Sammlung von Paketen (Programmbibliotheken), welche die statistische Programmiersprache R um Erweiterungen aus der Bioinformatik, insbesondere der Analyse von Genexpressionsdaten erweitert. Bioconductor wurde 2001 gegründet und ist ein Open-Source-Projekt. Ziel war es eine Plattform zu schaffen, um Softwareentwicklungen transparenter zu gestalten um mehrfache Arbeit zu reduzieren und statistische sowie grafische Methoden und Modelle für Gendaten zu bündeln und zu ihrer Kollaboration zu ermutigen.
Bioconductor bietet mittlerweile ein Repository aus dem über 1200 Pakete für R heruntergeladen werden können. Eines der wichtigsten und ältesten Pakete ist Biobase, welches eine Datenstruktur mit sich bringt, welche an die Erfordernisse von Gendaten angepasst ist, sodass sich darin ein Datensatz von Experimenten mit Microarrays (assayData) zusammen mit typischen Metadaten (metadata) und beschreibenden Informationen (experimentData) speichern lässt, weswegen viele weitere Pakete darauf zurückgreifen.
Der Versionszyklus und die Versionsnummern folgen R.